# Guibeville
Guibeville (prononcé [gibvil] ) est une commune française située à trente-trois kilomètres au sud-ouest de Paris dans le département de l'Essonne en région Île-de-France.
Ses habitants sont appelés les Guibevillois.

## Géographie

### Situation
| Type d’occupation           | Pourcentage | Superficie (en hectares) |
| --------------------------- | ----------- | ------------------------ |
| Espace urbain construit     | 13,9 %      | 36,53                    |
| Espace urbain non construit | 5,7 %       | 15,10                    |
| Espace rural                | 80,4 %      | 211,14                   |
| Source : Iaurif             |             |                          |

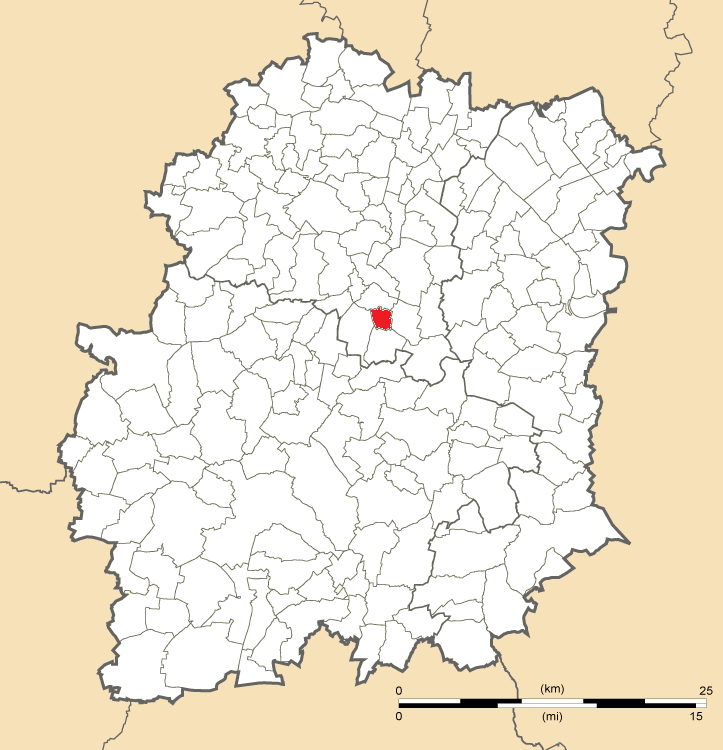
Position de Guibeville en Essonne.

Guibeville est située à trente-trois kilomètres au sud-ouest de Paris-Notre-Dame, point zéro des routes de France, quinze kilomètres au sud-ouest d'Évry, seize kilomètres au sud-ouest de Palaiseau, trois kilomètres au sud d'Arpajon, huit kilomètres au sud de Montlhéry, onze kilomètres au nord-ouest de La Ferté-Alais, seize kilomètres au sud-ouest de Corbeil-Essonnes, dix-sept kilomètres au nord-est d'Étampes, vingt kilomètres au nord-est de Dourdan, vingt-quatre kilomètres au nord-ouest de Milly-la-Forêt.

### Climat
Pour des articles plus généraux, voir Climat de l'Île-de-France et Climat de l'Essonne.
En 2010, le climat de la commune est de type climat océanique dégradé des plaines du Centre et du Nord, selon une étude du CNRS s'appuyant sur une série de données couvrant la période 1971-2000. En 2020, Météo-France publie une typologie des climats de la France métropolitaine dans laquelle la commune est exposée à un climat océanique altéré et est dans la région climatique Sud-ouest du bassin Parisien, caractérisée par une faible pluviométrie, notamment au printemps (120 à 150 mm) et un hiver froid (3,5 °C). 
Pour la période 1971-2000, la température annuelle moyenne est de 11,2 °C, avec une amplitude thermique annuelle de 15,3 °C. Le cumul annuel moyen de précipitations est de 661 mm, avec 10,6 jours de précipitations en janvier et 7,7 jours en juillet. Pour la période 1991-2020, la température moyenne annuelle observée sur la station météorologique la plus proche, située sur la commune de Brétigny-sur-Orge à 5 km à vol d'oiseau, est de 11,9 °C et le cumul annuel moyen de précipitations est de 628,9 mm,. Pour l'avenir, les paramètres climatiques de la commune estimés pour 2050 selon différents scénarios d'émission de gaz à effet de serre sont consultables sur un site dédié publié par Météo-France en novembre 2022.
| Mois                                  | jan.           | fév.           | mars            | avril         | mai             | juin           | jui.           | août           | sep.           | oct.            | nov.            | déc.             | année      |
| ------------------------------------- | -------------- | -------------- | --------------- | ------------- | --------------- | -------------- | -------------- | -------------- | -------------- | --------------- | --------------- | ---------------- | ---------- |
| Température minimale moyenne (°C)     | 1,7            | 1,5            | 3,6             | 5,7           | 9,2             | 12,5           | 14,4           | 14,1           | 11             | 8,2             | 4,5             | 2,2              | 7,4        |
| Température moyenne (°C)              | 4,5            | 5              | 8,1             | 10,9          | 14,5            | 17,9           | 20,2           | 20             | 16,4           | 12,4            | 7,7             | 4,9              | 11,9       |
| Température maximale moyenne (°C)     | 7,2            | 8,5            | 12,6            | 16,2          | 19,8            | 23,4           | 26             | 25,9           | 21,8           | 16,6            | 10,9            | 7,6              | 16,4       |
| Record de froid (°C) date du record   | −20,6 08.01.10 | −17 23.02.1963 | −10,7 13.03.13  | −4,7 11.04.03 | −1,9 07.05.1957 | 1,4 05.06.1991 | 3,8 01.07.1960 | 3,7 28.08.1974 | 0,2 17.09.1971 | −4,5 29.10.1985 | −9,6 24.11.1998 | −16,4 29.12.1964 | −20,6 2010 |
| Record de chaleur (°C) date du record | 15,8 27.01.03  | 20,2 27.02.19  | 25,3 25.03.1955 | 29,4 20.04.18 | 32 28.05.17     | 37,3 18.06.22  | 42 25.07.19    | 39,7 06.08.03  | 35,4 08.09.23  | 30,3 01.10.1985 | 22,1 07.11.15   | 16,8 17.12.15    | 42 2019    |
| Précipitations (mm)                   | 48,2           | 44,9           | 45              | 44,6          | 61,4            | 55,6           | 53,1           | 57,7           | 48,6           | 52,6            | 54,5            | 62,7             | 628,9      |

### Voies de communication et transports
La gare la plus proche est située à 2,5 km dans la ville de Marolles-en-Hurepoix desservie par la ligne RER C.

Marolles-en-Hurepoix est située sur la branche Est de la ligne RER C qui a pour terminus la ville d'Étampes. La commune est desservie par la ligne 102 du réseau de bus Cœur d'Essonne. 
La gare dispose de 362 places de stationnement gratuit.

## Urbanisme

### Typologie
Au 1er janvier 2024, Guibeville est catégorisée ceinture urbaine, selon la nouvelle grille communale de densité à sept niveaux définie par l'Insee en 2022.
Elle est située hors unité urbaine. Par ailleurs la commune fait partie de l'aire d'attraction de Paris, dont elle est une commune de la couronne,. Cette aire regroupe 1 929 communes,.

## Toponymie
Le lieu fut cité  sous le nom de Gibbosi villa, Guibervilla, Guibevilla, Giggeville en 1623 dont l'origine provient du seigneur du lieu appelé Gibbosus, Gibbe ou Guibbe. La commune fut créée en 1793 avec son nom actuel.

## Histoire
La seigneurie de Guibeville est durant le XVIe siècle la propriété d'une famille parisienne : les Du Hamel. Pendant plus de trois générations, elle exerce au sein de la Chambre des Comptes (correcteurs et maîtres). Ils sont liés à la célèbre famille Hotmann. Le dernier représentant francilien, Louis Du Hamel, devient gentilhomme de la Chambre du Roi. Il s'installe dans le pays de son épouse, à Coutances (Normandie), et y acquiert la seigneurie de Saussey (Manche). Dès lors, il vendra la seigneurie de Guibeville.

## Population et société

### Démographie

#### Évolution démographique
L'évolution du nombre d'habitants est connue à travers les recensements de la population effectués dans la commune depuis 1793. Pour les communes de moins de 10 000 habitants, une enquête de recensement portant sur toute la population est réalisée tous les cinq ans, les populations de référence des années intermédiaires étant quant à elles estimées par interpolation ou extrapolation. Pour la commune, le premier recensement exhaustif entrant dans le cadre du nouveau dispositif a été réalisé en 2006.

En 2022, la commune comptait 929 habitants, en évolution de +30,29 % par rapport à 2016 (Essonne : +2,89 %, France hors Mayotte : +2,11 %).
| 1793 | 1800 | 1806 | 1821 | 1831 | 1836 | 1841 | 1846 | 1851 |
| ---- | ---- | ---- | ---- | ---- | ---- | ---- | ---- | ---- |
| 80   | 101  | 102  | 86   | 70   | 60   | 57   | 74   | 48   |

| 1856 | 1861 | 1866 | 1872 | 1876 | 1881 | 1886 | 1891 | 1896 |
| ---- | ---- | ---- | ---- | ---- | ---- | ---- | ---- | ---- |
| 50   | 45   | 46   | 53   | 56   | 55   | 54   | 74   | 68   |

| 1901 | 1906 | 1911 | 1921 | 1926 | 1931 | 1936 | 1946 | 1954 |
| ---- | ---- | ---- | ---- | ---- | ---- | ---- | ---- | ---- |
| 59   | 51   | 47   | 80   | 91   | 101  | 74   | 63   | 77   |

| 1962 | 1968 | 1975 | 1982 | 1990 | 1999 | 2006 | 2011 | 2016 |
| ---- | ---- | ---- | ---- | ---- | ---- | ---- | ---- | ---- |
| 81   | 76   | 104  | 121  | 217  | 654  | 741  | 711  | 713  |

| 2021 | 2022 | - | - | - | - | - | - | - |
| ---- | ---- | - | - | - | - | - | - | - |
| 900  | 929  | - | - | - | - | - | - | - |

#### Pyramide des âges
En 2018, le taux de personnes d'un âge inférieur à 30 ans s'élève à 40,0 %, soit au-dessus de la moyenne départementale (39,9 %). À l'inverse, le taux de personnes d'âge supérieur à 60 ans est de 12,8 % la même année, alors qu'il est de 20,1 % au niveau départemental.
En 2018, la commune comptait 362 hommes pour 336 femmes, soit un taux de 51,86 % d'hommes, largement supérieur au taux départemental (48,98 %).
Les pyramides des âges de la commune et du département s'établissent comme suit.
| Hommes | Classe d’âge | Femmes |
| ------ | ------------ | ------ |
| 0,0    | 90 ou +      | 0,3    |
| 1,8    | 75-89 ans    | 1,6    |
| 10,5   | 60-74 ans    | 11,5   |
| 29,0   | 45-59 ans    | 26,7   |
| 18,1   | 30-44 ans    | 20,4   |
| 21,6   | 15-29 ans    | 18,6   |
| 19,0   | 0-14 ans     | 20,9   |

| Hommes | Classe d’âge | Femmes |
| ------ | ------------ | ------ |
| 0,5    | 90 ou +      | 1,4    |
| 5,4    | 75-89 ans    | 7,2    |
| 12,9   | 60-74 ans    | 13,9   |
| 20     | 45-59 ans    | 19,4   |
| 19,9   | 30-44 ans    | 20,1   |
| 20     | 15-29 ans    | 18,2   |
| 21,3   | 0-14 ans     | 19,8   |

## Politique et administration

### Politique locale
La commune de Guibeville est rattachée au canton d'Arpajon, représenté par les conseillers départementaux Dominique Bougraud (UDI) et Alexandre Touzet (UMP), à l'arrondissement de Palaiseau et à la troisième circonscription de l'Essonne, représentée par le député Michel Pouzol (PS).
L'Insee attribue à la commune le code 91 3 01 292. La commune de Guibeville est enregistrée au répertoire des entreprises sous le code SIREN 219 102 928. Son activité est enregistrée sous le code APE 8411Z.

### Liste des maires
| Période                                  | Période  | Identité      | Étiquette    | Qualité         |
| ---------------------------------------- | -------- | ------------- | ------------ | --------------- |
| Les données manquantes sont à compléter. |          |               |              |                 |
| 2001                                     | 2020     | Gilles Lelu   | PS           | Cadre technique |
| 2020                                     | En cours | Michel Collet | Génération.s |                 |

### Tendances et résultats politiques
Élections présidentielles, résultats des deuxièmes tours :
- Élection présidentielle de 2002 : 84,09 % pour Jacques Chirac (RPR), 15,91 % pour Jean-Marie Le Pen (FN), 82,28 % de participation[37].
- Élection présidentielle de 2007 : 61,92 % pour Nicolas Sarkozy (UMP), 38,08 % pour Ségolène Royal (PS), 83,23 % de participation[38].
- Élection présidentielle de 2012 : 58,55 % pour Nicolas Sarkozy (UMP), 41,45 % pour François Hollande (PS), 84,99 % de participation[39].

Élections législatives, résultats des deuxièmes tours :
- Élections législatives de 2002 : 62,39 % pour Geneviève Colot (UMP), 37,61 % pour Yves Tavernier (PS), 58,69 % de participation[40].
- Élections législatives de 2007 : 62,22 % pour Geneviève Colot (UMP), 37,78 % pour Brigitte Zins (PS), 56,56 % de participation[41].
- Élections législatives de 2012 : 55,15 % pour Geneviève Colot (UMP), 44,85 % pour Michel Pouzol (PS), 59,96 % de participation[42].

Élections européennes, résultats des deux meilleurs scores :
- Élections européennes de 2004 : 22,95 % pour Harlem Désir (PS), 13,66 % pour Marine Le Pen (FN), 44,42 % de participation[43].
- Élections européennes de 2009 : 26,70 % pour Michel Barnier (UMP), 20,87 % pour Daniel Cohn-Bendit (Les Verts), 43,46 % de participation[44].

Élections régionales, résultats des deux meilleurs scores :
- Élections régionales de 2004 : 43,22 % pour Jean-Paul Huchon (PS), 41,03 % pour Jean-François Copé (UMP), 66,36 % de participation[45].

Élections cantonales, résultats des deuxièmes tours :
- Élections cantonales de 2004 : 61,42 % pour Philippe Le Fol (DVD), 38,58 % pour Monique Goguelat (PS), 66,82 % de participation[46].
- Élections cantonales de 2011 : 67,12 % pour Pascal Fournier (PS), 32,88 % pour Bernard Despalins (FN), 45,59 % de participation[47].

Élections municipales, résultats des deuxièmes tours :
- Élections municipales de 2001 : données manquantes.
- Élections municipales de 2008 : 255 voix pour Philippe Dupuis (?), 255 voix pour Alain Kergourlay (?), 59,30 % de participation[48].

Référendums :
- Référendum de 2000 relatif au quinquennat présidentiel : 79,25 % pour le Oui, 20,75 % pour le Non, 33,24 % de participation[49].
- Référendum de 2005 relatif au traité établissant une Constitution pour l'Europe : 54,80 % pour le Non, 45,20 % pour le Oui, 76,15 % de participation[50].

### Enseignement
Les élèves de Guibeville sont rattachés à l'académie de Versailles. La commune dispose sur son territoire de l'école primaire Jean-de-La Fontaine. Un car dessert chaque jour le village. Il emmène chaque matin les étudiants au collège Albert-Camus de La Norville.

### Jumelages
La commune de Guibeville n'a développé aucune association de jumelage.

## Vie quotidienne à Guibeville

### Culture
Une bibliothèque municipale est installée dans les locaux de l'ancienne mairie, rue Charles de Gaulle.

### Sports
Des cours de gymnastique volontaire sont organisées par l'association GYMAGUIB deux fois par semaine dans la salle polyvalente.
Vous pouvez pratiquer également de la zumba et de tennis de table

### Lieux de culte
La paroisse catholique de Guibeville est rattachée au secteur pastoral de Brétigny et au diocèse d'Évry-Corbeil-Essonnes. Elle ne dispose pas d'église.

### Médias
L'hebdomadaire Le Républicain relate les informations locales. La commune est en outre dans le bassin d'émission des chaînes de télévision France 3 Paris Île-de-France Centre, IDF1 et Téléssonne intégré à Télif.

## Économie
Guibeville dispose d'un distributeur de pain. Les autres commerces les plus proches sont situés dans la commune de Marolles-en-Hurepoix.
On y trouve cependant une zone d'activité économique appelée la Mare du Milieu. 
Cette zone a été agrandie en 2007 afin d'y accueillir de nouvelles activités.

### Emplois, revenus et niveau de vie
En 2006, le revenu fiscal médian par ménage était de 24 808 €, ce qui plaçait la commune au 463e rang parmi les 30 687 communes de plus de cinquante ménages que compte le pays et au quarante-sixième rang départemental.
| Répartition des emplois par catégories socioprofessionnelles en 2006. |              |                                           |                                                   |                            |                          |                           |
|                                                                       | Agriculteurs | Artisans, commerçants, chefs d’entreprise | Cadres et professions intellectuelles supérieures | Professions intermédiaires | Employés                 | Ouvriers                  |
| Guibeville                                                            | -            | -                                         | -                                                 | -                          | -                        | -                         |
| Zone d'emploi de Dourdan                                              | 0,7 %        | 6,0 %                                     | 18,9 %                                            | 28,5 %                     | 26,3 %                   | 19,6 %                    |
| Moyenne nationale                                                     | 2,2 %        | 6,0 %                                     | 15,4 %                                            | 24,6 %                     | 28,7 %                   | 23,2 %                    |
| Répartition des emplois par secteurs d’activités en 2006.             |              |                                           |                                                   |                            |                          |                           |
|                                                                       | Agriculture  | Industrie                                 | Construction                                      | Commerce                   | Services aux entreprises | Services aux particuliers |
| Guibeville                                                            | -            | -                                         | -                                                 | -                          | -                        | -                         |
| Zone d'emploi de Dourdan                                              | 1,7 %        | 10,4 %                                    | 7,5 %                                             | 11,8 %                     | 21,6 %                   | 6,9 %                     |
| Moyenne nationale                                                     | 3,5 %        | 15,2 %                                    | 6,4 %                                             | 13,3 %                     | 13,3 %                   | 7,6 %                     |
| Sources : Insee,                                                      |              |                                           |                                                   |                            |                          |                           |

## Culture locale et patrimoine

### Patrimoine environnemental
Un étang et des bosquets boisés ont été recensés au titre des espaces naturels sensibles par le conseil général de l'Essonne.

### Patrimoine architectural
Guibeville possédait un ancien château seigneurial. Il fut détruit sous la Révolution.
Les pierres servirent à construire l'église de la commune voisine Marolles-en-Hurepoix.
Il n'en subsiste aujourd'hui que les douves et le remarquable pont qui les franchissent, récemment restauré et mis en valeur par la mairie.

### Héraldique et logotype
Blason de la famille de Genoud de Guibeville : sept bandes ondulées d'azures et dorées.
| Blason de Guibeville | La commune de Guibeville ne dispose pas de blason. Elle s'est cependant dotée d'un logotype. | Logotype de Guibeville |